# Martin Roth (director de museo)
Martin Roth (pronunciación alemana: [ˈmaʁtiːn ˈʁoːt]; Stuttgart, 16 de enero de 1955-Berlín, 6 de agosto de 2017) fue un historiador, profesor universitario y museólogo alemán. Entre 2011 y 2016 fue director del Museo Victoria y Albert de Londres.

## Biografía
Nació en 1955 en Stuttgart, Alemania. Recibió su PhD por la Universidad de Tubinga en 1987: su tesis doctoral versaba sobre "el contexto político e histórico de museos y exposiciones en Alemania entre 1871 y 1945", el cual incluía Weimar y el periodo de la Alemania nazi.

## Carrera
Fue investigador en la Maison des Sciences de l'Homme, E.H.E.S.S. en París en 1987. Posteriormente, en 1992, becario visitante en el Getty Instituto de Búsqueda, Los Ángeles. Fue curador en el Museo Histórico Alemán de 1989 a 2001 y director del Museo Alemán de la Higiene de Dresde, el primer ciencífico alemán de museos, de 1991 a 2000, así como presidente de la Asociación de Museos alemanes de 1995 a 2003 y funcionario del Ministerio alemán de Asuntos Exteriores en el Consejo consultivo en Berlín hasta su relocación en Londres en 2011. De 1996 a 2001, miembro de la administración sénior de la Expo 2000 en Hanóver y Director de Exposiciones Temáticas.
Fue director general de los Fondos de arte Estatales de Dresde, supervisando 12 museos y galerías, y Director del Museo Victoria y Albert en septiembre de 2011.
Es administrador del Consejo Británico y miembro del Consejo de la Universidad Real de Arte y el Tribunal del Colegio Universitario Imperial londinense. En 2007, Roth fue admitido en la Ordre des Artes et des Lettres francesa con el rango de Chevalier,  y en 2010 en la Orden danesa de Dannebrog.
Roth anunció su intención de dejar el cargo de director del V&Un el 6 de septiembre de 2016. Aunque había planeado abandonar el museo en 2017, adelantó su salida por "desesperación" ante el Brexit, el cual describió como una "derrota personal".

## Muerte
Roth murió en Berlín el 6 de agosto de 2017 a la edad de 62 años. Se le había diagnosticado cáncer inmediatamente después de su reasignación de V&A.

## Algunas publicaciones
Heimatmuseum: zur Geschichte einer deutschen Institution (Berliner Schriften zur Museumskunde, v. 7), Gebr. Mann, Berlín 1990, ISBN 3-7861-1547-8.

### Monografías
- Heimatmuseum: Zur Geschichte einer deutschen Institution, Berlín 1990.
- Catálogo de la exposición "Bismarck – Preußen, Deutschland und Europa", Berlín 1990. Articles :
  - Die Revolution von 1848 – Die europäische Dimension
  - Vom Europa der Staaten zum Europa der Nationen
  - Reichsgründung im Krieg – Paris (con Marie-Louise von Plessen)
- Das historische Museum – Labor, Schaubühne, Identitätsfabrik, Fráncfort/M. 1990 (con Gottfried Korff) ISBN 2-7351-0383-8
- Der Gläserne Mensch – Eine Sensation, Stuttgart 1990 (con Rosmarie Beier) ISBN 3775703187
- In aller Munde – 100 Jahre Odol, Stuttgart 1993 (con Manfred Scheske y Hans Christian Täubrich)
- Der neue Mensch – Obsessionen des 20. Jahrhunderts, Stuttgart 1999 (con Nicola Lepp y Klaus Vogel)
- Fremdkörper – Von unvermeidlichen Kontakten und widerstrebenden Gefühlen, Stuttgart 1999 (con Annemarie Hürlimann y Klaus Vogel)
- Der Themenpark der EXPO 2000, v. 1 y 2, Viena 2000.
- Planet of Visions and The 21st Century, The Making of, Tubinga y Berlín 2000 (con Sabine Schormann y d‘autres)
- Kunst-Transfers. Thesen und Visionen zur Restitution von Kunstwerken, Múnich y Berlín 2009 (con Stephan Koldehoff y Gilbert Lupfer)
- „Man könnt vom Paradies nicht angenehmer träumen“. Festschrift für Prof. Dr. Harald Marx zum 15. Februar 2009, Berlín y Múnich 2009 (en colaboración con Andreas Henning y Uta Neidhardt)
- Zukunft seit 1560. Von der Kunstkammer zu den Staatlichen Kunstsammlungen Dresden, 3 v. de Karin Kolb, Gilbert Lupfer & Martin Roth, bajo la dirección de Volkmar Billig, Berlín y Múnich 2010.